# ジブチ・エチオピア鉄道
ジブチ・エチオピア鉄道（Ethio-Djibouti Railways, フランス語: Compagnie du Chemin de Fer Djibouto-Éthiopien, アムハラ語: የኢትዮ-ጅቡቲ ባቡር መስመር）は、エチオピアの首都アディスアベバとジブチの首都ジブチ市を結ぶ、全長781kmの鉄道である。軌間は1000mmの狭軌。
ジブチ・エチオピア鉄道会社によって運営され、会社の本部はエチオピアのディレ・ダワにある。会社はジブチ政府とエチオピア政府により共同運営されておらず、会長と副会長はジブチとエチオピアの運輸系閣僚が兼任する。
エリトリアの分離独立によって内陸国となったエチオピアにとっては、貿易の95％以上が通る大動脈であり、ジブチにとっても国家収入の柱として重要な位置を占めている。

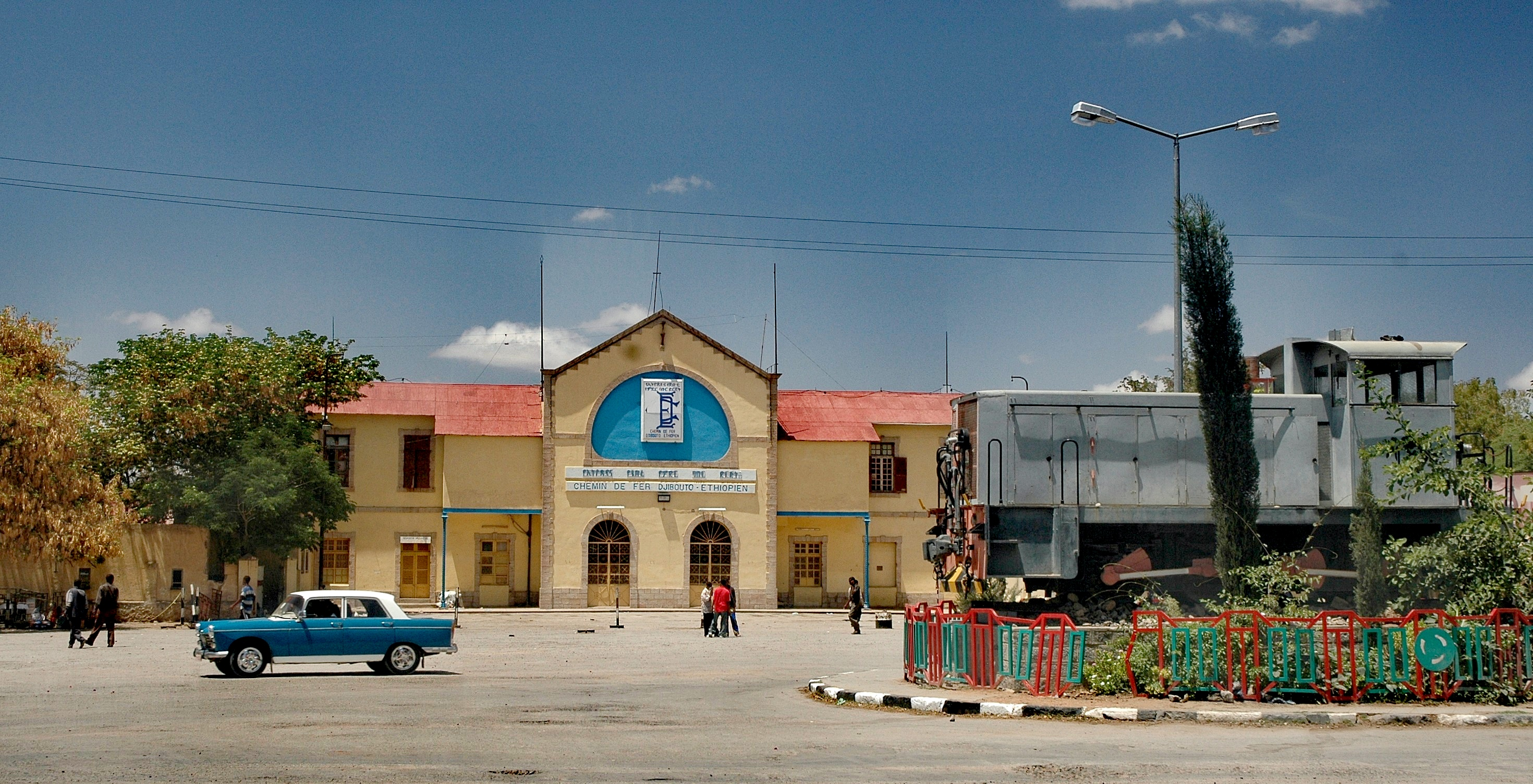
ディレ・ダワ駅、2006年3月

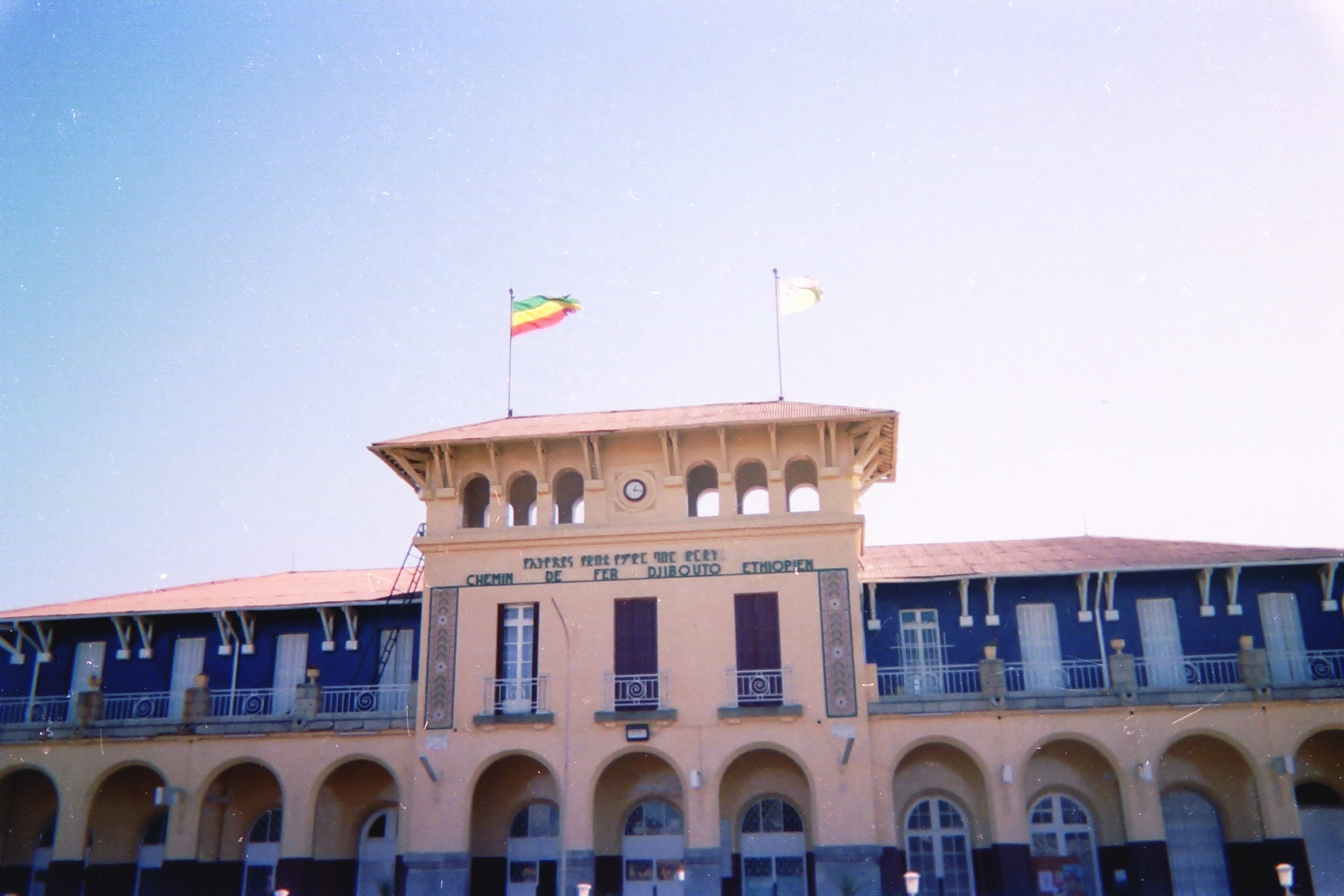
アディス・アベバ駅、2006年8月

## 歴史
19世紀末、エチオピア皇帝メネリク2世によって、近代化の一環として計画される。1894年にエチオピア王立鉄道会社の手で建設が開始され、1901年7月にジブチ市とディレ・ダワの間で営業運転を開始。王立鉄道会社は1906年に一度破産したが、1908年にメネリク2世がフランスとエチオピアの合弁会社に資産を譲渡し、鉄道を延伸させることに合意した。翌年、インドシナ銀行も参加した。ジブチ・エチオピア鉄道は1917年に全通し、エチオピア帝国の誇りの象徴となった。現在のジブチ・エチオピア鉄道会社は、1977年のジブチ独立後にフランスから経営権の譲渡を受けて設立された。
2013年、中国企業の手により、アフリカ初の電気鉄道を目指して全線の電化を伴う大規模修繕工事が開始された。その際の報道では、現在ほとんどの区間で鉄道が運行されておらず、ジブチ-アジスアベバ間の貨物輸送の100%が道路輸送とされている。完成予定は2015年。工事により所要時間は7-8時間に短縮される見込みだった。2016年10月5日完工、所要時間約10時間と報じられた。
2017年1月、ジブチで工事の完成式典が開かれた。約34億ドルの総工費は中国輸出入銀行が7割を出資し、工事は中国中鉄と中国土木工程集団 (CCECC) が担当した。中国は「一帯一路」構想の一環と位置付けている。